# Полянки (Михайловский район)
Полянки — ныне пустующая деревня Михайловского района Рязанской области России.

## История
В 1859 году деревня относилась к 1-му стану Михайловского уезда.

## География
Деревня расположена при р. Алешенке.
На северо-западе находится также пустующая д. Татарки.

## Население
В 1859 году в деревне было 189 человек.

## Транспорт
В 2,5 км на востоке проходит Павелецкое направление Московской железной дороги (участок Ожерелье — Павелец). Ближайшая станция — Голдино.